# Herman de Vries (architect)
Hermanus Petrus Josephus (Herman) de Vries (Rotterdam, 10 januari 1895 - aldaar, 24 februari 1965) was een Nederlandse architect. 

## Opleiding en werk
De Vries studeerde aan de Academie van Beeldende Kunsten en Technische Wetenschappen. In 1918 won hij de prestigieuze Prix de Rome. Gewoonlijk kreeg de winnaar van deze prijs een beurs voor een studiereis, maar dit was voor De Vries niet mogelijk wegens de Eerste Wereldoorlog. In plaats daarvan bestudeerde en tekende hij op verzoek van de jury de oude kerken in de provincie Groningen. 
De Vries bouwde onder andere scholen en woningen, maar staat vooral bekend om zijn rooms-katholieke kerken. Hij was vooral actief in het westen van Nederland.
In Rotterdam werd op de Kop van Zuid de "H.P.J. de Vriesstraat"  naar hem vernoemd.

## Werken
Enkele bouwwerken van H.P.J. de Vries:
| Bouw      | Naam                                 | Plaats                    | Bijzonderheden                                                           | Afbeelding |
| --------- | ------------------------------------ | ------------------------- | ------------------------------------------------------------------------ | ---------- |
| 1923      | OLV Onbevlekt Ontvangenkerk          | Papendrecht               | Sinds 2008 als Eben Haëzerkerk in gebruik bij de Hersteld Hervormde Kerk |            |
| 1924-1926 | Martinuskerk                         | Hillegom                  | Toren uit 1871 van H.J. van den Brink behouden.                          |            |
| 1926      | Klooster, Dalweg 1                   | Rotterdam                 |                                                                          |            |
| 1926-1927 | Kruisvindingkerk                     | Rotterdam (Vreewijk)      |                                                                          |            |
| 1928      | Heilig Hart van Jezuskerk            | Zwijndrecht               |                                                                          |            |
| 1928      | Bewaarschool, Adriaan Paauwlaan 5-7  | Rotterdam                 |                                                                          |            |
| 1928      | Lagere School, Johan de Wittlaan 5-9 | Rotterdam                 |                                                                          |            |
| 1928      | Parochiehuis, Statenlaan 12          | Rotterdam                 |                                                                          |            |
| 1928-1930 | Christus Koningkerk                  | Rotterdam (Hillegersberg) | Buiten gebruik sinds 2003                                                |            |
| 1929      | Gerardus Majellakerk                 | Wervershoof (Onderdijk)   |                                                                          |            |
| 1930      | Klooster, Statenplein 12             | Rotterdam                 |                                                                          |            |
| 1930      | Theresiakapel                        | Bolnes                    |                                                                          |            |
| 1931      | Martelaren-van-Gorcumkerk            | Brielle                   |                                                                          |            |
| 1931      | Jan de Evangelistkerk                | Breezand                  |                                                                          |            |
| 1932-1934 | Johannes de Doperkerk                | Leeuwarden (Huizum)       | i.s.m. architect A.H. Witteveen buiten gebruik sinds 2004                |            |
| 1950      | Maria Presentatiekerk                | Roelofarendsveen          |                                                                          |            |
| 1954      | Jozefkerk                            | Zwaagdijk-Oost            |                                                                          |            |
| 1951      | Woningen Noordereiland               | Rotterdam                 |                                                                          |            |
| 1958-1960 | O.L.Vrouw van Zeven Smarten          | Amsterdam                 |                                                                          |            |
| 1958-1960 | Klooster, paters Kruisheren          | Amsterdam                 |                                                                          |            |
| 1959-1960 | Egbertuskerk                         | Hoek van Holland          |                                                                          |            |
| 1964      | Sint-Petrus ULO, school              | Rotterdam                 |                                                                          |            |

## Referentie
- Rotterdam.nl - Hermanus Petrus Josephus de Vries (Rotterdam 10-1-1895 - Rotterdam 24-2-1965)[dode link]